# Bierberg (Kronach)
Bierberg ist ein Gemeindeteil der Kreisstadt Kronach im Landkreis Kronach (Oberfranken, Bayern).

## Geographie

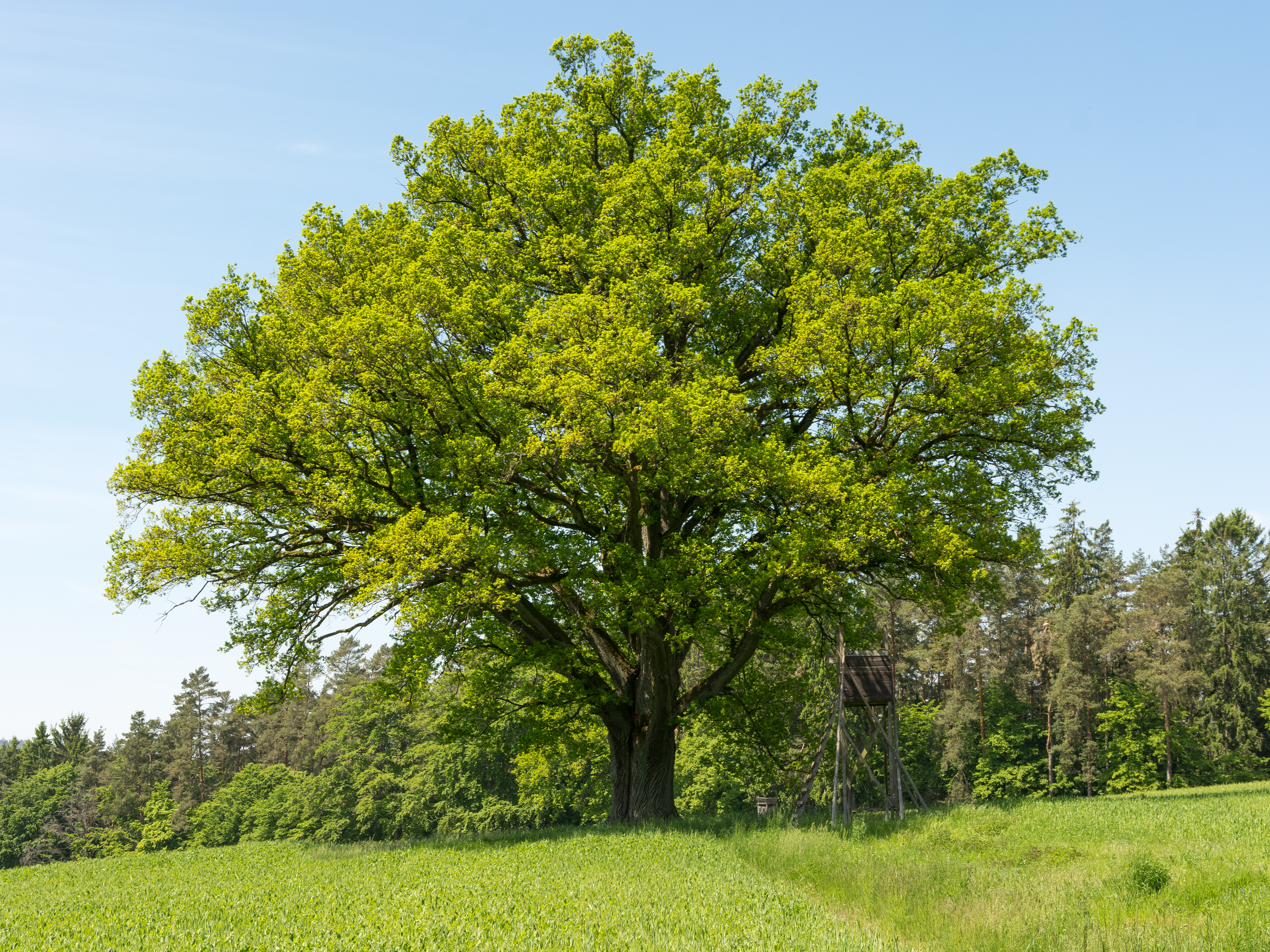
Als Naturdenkmal geschützte Bierbergeiche

Die Einöde liegt in einer Waldlichtung am gleichnamigen Berg (446 m ü. NHN, 0,4 km nördlich). Nördlich des Ortes steht eine Eiche, die als Naturdenkmal geschützt ist. Ein Anliegerweg führt zur Bundesstraße 85 bei Stressenleithe (1,1 km südwestlich).

## Geschichte
Am 19. Mai 1632, während des Dreißigjährigen Krieges, wurde Bierberg von (protestantischen) „Culmachischen Völkern“ abgebrannt.
Gegen Ende des 18. Jahrhunderts bestand Bierberg aus einem Anwesen. Das Hochgericht übte das bambergische Centamt Kronach aus. Grundherr des Zinshofes war das Spital Kronach.
Mit dem Gemeindeedikt wurde Bierberg dem 1808 gebildeten Steuerdistrikt Gundelsdorf und der 1818 gebildeten Ruralgemeinde Knellendorf zugewiesen. Am 1. Juli 1971 wurde Bierberg im Zuge der Gebietsreform in Bayern in Kronach eingegliedert.

### Einwohnerentwicklung
| Jahr      | 001818 | 001824 | 001861 | 001871 | 001885 | 001900 | 001925 | 001950 | 001961 | 001970 | 001987 |
| Einwohner | 15     | 14     | 9      | 8      | 10     | 11     | 7      | 4      | 5      | 5      | 5      |
| Häuser    | 1      |        |        |        | 2      | 2      | 1      | 1      | 2      |        | 2      |
| Quelle    | [ 6 ]  | [ 8 ]  | [ 9 ]  | [ 10 ] | [ 11 ] | [ 12 ] | [ 13 ] | [ 14 ] | [ 15 ] | [ 16 ] | [ 1 ]  |

## Religion
Der Ort ist römisch-katholisch geprägt und nach St. Johannes der Täufer (Kronach) gepfarrt.